# 1388
Il 1388 (MCCCLXXXVIII in numeri romani) è un anno bisestile del XIV secolo.

## Eventi
- La Confederazione svizzera subisce un nuovo tentativo di invasione, questa volta portato dagli Asburgo, che viene tuttavia respinto.
- Nei Balcani, i Turchi travolgono la resistenza della Serbia sottomettendola.
- Amedeo VII di Savoia, il Conte Rosso, ottiene uno sbocco sul mare conquistando Nizza.

## Nati
- 22 febbraio - Peter von Schaumberg, cardinale tedesco († 1469)
- 13 giugno - Thomas Montacute, IV conte di Salisbury, militare britannico († 1428)
- 3 luglio - Neri di Gino Capponi, politico italiano († 1457)
- 23 agosto - Eberardo IV di Württemberg, conte tedesco († 1419)
- 7 settembre - Giovanni Maria Visconti, duca († 1412)
- 14 settembre - Claudius Clavus, geografo danese
- 11 ottobre - Bona di Savoia, principessa († 1432)
- 23 ottobre - Lucido Conti, cardinale italiano († 1437)
- 11 dicembre - Giovanni della Grossa, scrittore italiano († 1464)
- Andrea di Onofrio, scultore italiano
- Juliana Berners, religiosa e scrittrice inglese
- Enrico X di Slesia, nobile polacco († 1423)
- Leonardo Giustinian, politico e umanista italiano († 1446)
- Guido Gonzaga, religioso italiano († 1459)
- Felix Hemmerlin, religioso svizzero († 1458)
- Maddalena di Baviera, nobildonna tedesca († 1410)
- Mosè ben Isaac da Rieti, medico, poeta e filosofo italiano († 1460)
- Tommaso Plantageneto, I duca di Clarence, nobile inglese († 1421)
- Jan Ptáček di Pirkštejn, nobile e politico boemo († 1419)
- Juan de Torquemada, cardinale e vescovo cattolico spagnolo († 1468)
- Xia Chang, pittore e politico cinese († 1470)
- Al-Abshihi, letterato arabo († 1448)
- Carlotta di Borbone, sovrana francese († 1422)
- Şükrullah, storico e diplomatico ottomano

## Morti
- 30 gennaio - Giovanna d'Armagnac, nobildonna francese
- 1º febbraio - Nilo Kerameus, arcivescovo ortodosso bizantino
- 26 marzo - Niccolò II d'Este, marchese (n. 1338)
- 31 marzo - Everard t'Serclaes, politico belga (n. 1320)
- 14 aprile - Anglico de Grimoard, cardinale francese
- 15 aprile - Guglielmo I di Baviera, duca (n. 1330)
- 11 maggio - Venceslao I di Sassonia-Wittenberg, duca (n. 1337)
- 18 giugno - Caterina di Savoia-Vaud, sovrana (n. 1324)
- 5 agosto - Antonio della Scala, politico e militare italiano (n. 1363)
- 5 agosto - James Douglas, II conte di Douglas, nobile scozzese
- 10 agosto - Robin von Eltz
- 23 agosto - Ulrico di Württemberg, nobile tedesco (n. 1342)
- 20 settembre - Firuz Shah Tughlaq, sultano indiano (n. 1351)
- 8 novembre - Pierre Aycelin de Montaigut, vescovo francese
- 16 novembre - Pierre de Cros, vescovo e abate francese
- 17 dicembre - Jean Rolland, cardinale e vescovo cattolico francese
- 26 dicembre - Bodzanta, arcivescovo cattolico polacco (n. 1320)
- Antonio Veneziano, pittore italiano
- Benvenuto da Imola, letterato e docente italiano
- Borommaracha I, sovrano siamese
- Benci di Cione Dami, architetto e pittore italiano
- Ciuto de Ciompi, architetto e scultore italiano (n. 1315)
- Donato, pittore italiano
- Giovanni Dondi dell'Orologio, medico, astronomo e filosofo italiano
- Obizzo IV d'Este, nobile italiano (n. 1356)
- Oldrado Maineri, vescovo cattolico italiano
- Salvestro de' Medici, politico italiano
- Moggio Moggi, umanista e grammatico italiano
- John Neville, III barone Neville di Raby, nobile e militare britannico
- Niccolò di Bonaccorso, pittore e politico italiano
- Antonio Pucci, poeta italiano
- Thong Lan, sovrano siamese (n. 1373)
- Carlo Thopia, principe e condottiero albanese (n. 1331)
- Caterina di Valois, principessa francese (n. 1378)
- Beatrice da Camino, nobile italiana
- Alberto IV di Meclemburgo-Schwerin, sovrano tedesco

## Calendario
| Calendario 1388 | Calendario 1388 | Calendario 1388 | Calendario 1388 | Calendario 1388 | Calendario 1388 | Calendario 1388 | Calendario 1388 | Calendario 1388 | Calendario 1388 | Calendario 1388 | Calendario 1388 | Calendario 1388 | Calendario 1388 | Calendario 1388 | Calendario 1388 | Calendario 1388 | Calendario 1388 | Calendario 1388 | Calendario 1388 | Calendario 1388 | Calendario 1388 | Calendario 1388 | Calendario 1388 | Calendario 1388 | Calendario 1388 | Calendario 1388 | Calendario 1388 | Calendario 1388 | Calendario 1388 | Calendario 1388 | Calendario 1388 | Calendario 1388 |
| --------------- | --------------- | --------------- | --------------- | --------------- | --------------- | --------------- | --------------- | --------------- | --------------- | --------------- | --------------- | --------------- | --------------- | --------------- | --------------- | --------------- | --------------- | --------------- | --------------- | --------------- | --------------- | --------------- | --------------- | --------------- | --------------- | --------------- | --------------- | --------------- | --------------- | --------------- | --------------- | --------------- |
|                 | 1               | 2               | 3               | 4               | 5               | 6               | 7               | 8               | 9               | 10              | 11              | 12              | 13              | 14              | 15              | 16              | 17              | 18              | 19              | 20              | 21              | 22              | 23              | 24              | 25              | 26              | 27              | 28              | 29              | 30              | 31              |                 |
| Gennaio         | Me              | Gi              | Ve              | Sa              | Do              | Lu              | Ma              | Me              | Gi              | Ve              | Sa              | Do              | Lu              | Ma              | Me              | Gi              | Ve              | Sa              | Do              | Lu              | Ma              | Me              | Gi              | Ve              | Sa              | Do              | Lu              | Ma              | Me              | Gi              | Ve              |                 |
| Febbraio        | Sa              | Do              | Lu              | Ma              | Me              | Gi              | Ve              | Sa              | Do              | Lu              | Ma              | Me              | Gi              | Ve              | Sa              | Do              | Lu              | Ma              | Me              | Gi              | Ve              | Sa              | Do              | Lu              | Ma              | Me              | Gi              | Ve              | Sa              |                 |                 |                 |
| Marzo           | Do              | Lu              | Ma              | Me              | Gi              | Ve              | Sa              | Do              | Lu              | Ma              | Me              | Gi              | Ve              | Sa              | Do              | Lu              | Ma              | Me              | Gi              | Ve              | Sa              | Do              | Lu              | Ma              | Me              | Gi              | Ve              | Sa              | Do              | Lu              | Ma              |                 |
| Aprile          | Me              | Gi              | Ve              | Sa              | Do              | Lu              | Ma              | Me              | Gi              | Ve              | Sa              | Do              | Lu              | Ma              | Me              | Gi              | Ve              | Sa              | Do              | Lu              | Ma              | Me              | Gi              | Ve              | Sa              | Do              | Lu              | Ma              | Me              | Gi              |                 |                 |
| Maggio          | Ve              | Sa              | Do              | Lu              | Ma              | Me              | Gi              | Ve              | Sa              | Do              | Lu              | Ma              | Me              | Gi              | Ve              | Sa              | Do              | Lu              | Ma              | Me              | Gi              | Ve              | Sa              | Do              | Lu              | Ma              | Me              | Gi              | Ve              | Sa              | Do              |                 |
| Giugno          | Lu              | Ma              | Me              | Gi              | Ve              | Sa              | Do              | Lu              | Ma              | Me              | Gi              | Ve              | Sa              | Do              | Lu              | Ma              | Me              | Gi              | Ve              | Sa              | Do              | Lu              | Ma              | Me              | Gi              | Ve              | Sa              | Do              | Lu              | Ma              |                 |                 |
| Luglio          | Me              | Gi              | Ve              | Sa              | Do              | Lu              | Ma              | Me              | Gi              | Ve              | Sa              | Do              | Lu              | Ma              | Me              | Gi              | Ve              | Sa              | Do              | Lu              | Ma              | Me              | Gi              | Ve              | Sa              | Do              | Lu              | Ma              | Me              | Gi              | Ve              |                 |
| Agosto          | Sa              | Do              | Lu              | Ma              | Me              | Gi              | Ve              | Sa              | Do              | Lu              | Ma              | Me              | Gi              | Ve              | Sa              | Do              | Lu              | Ma              | Me              | Gi              | Ve              | Sa              | Do              | Lu              | Ma              | Me              | Gi              | Ve              | Sa              | Do              | Lu              |                 |
| Settembre       | Ma              | Me              | Gi              | Ve              | Sa              | Do              | Lu              | Ma              | Me              | Gi              | Ve              | Sa              | Do              | Lu              | Ma              | Me              | Gi              | Ve              | Sa              | Do              | Lu              | Ma              | Me              | Gi              | Ve              | Sa              | Do              | Lu              | Ma              | Me              |                 |                 |
| Ottobre         | Gi              | Ve              | Sa              | Do              | Lu              | Ma              | Me              | Gi              | Ve              | Sa              | Do              | Lu              | Ma              | Me              | Gi              | Ve              | Sa              | Do              | Lu              | Ma              | Me              | Gi              | Ve              | Sa              | Do              | Lu              | Ma              | Me              | Gi              | Ve              | Sa              |                 |
| Novembre        | Do              | Lu              | Ma              | Me              | Gi              | Ve              | Sa              | Do              | Lu              | Ma              | Me              | Gi              | Ve              | Sa              | Do              | Lu              | Ma              | Me              | Gi              | Ve              | Sa              | Do              | Lu              | Ma              | Me              | Gi              | Ve              | Sa              | Do              | Lu              |                 |                 |
| Dicembre        | Ma              | Me              | Gi              | Ve              | Sa              | Do              | Lu              | Ma              | Me              | Gi              | Ve              | Sa              | Do              | Lu              | Ma              | Me              | Gi              | Ve              | Sa              | Do              | Lu              | Ma              | Me              | Gi              | Ve              | Sa              | Do              | Lu              | Ma              | Me              | Gi              |                 |